# Чале-Хуні
Чале-Хуні (перс. چاله خوني) — село в Ірані, у дегестані Тула-Руд, в Центральному бахші, шагрестані Талеш остану Ґілян. За даними перепису 2006 року, його населення становило 158 осіб, що проживали у складі 39 сімей.

## Клімат
Середня річна температура становить 11,21°C, середня максимальна – 25,42°C, а середня мінімальна – -3,26°C. Середня річна кількість опадів – 468 мм.
| Клімат поселення                              | Клімат поселення | Клімат поселення | Клімат поселення | Клімат поселення | Клімат поселення | Клімат поселення | Клімат поселення | Клімат поселення | Клімат поселення | Клімат поселення | Клімат поселення | Клімат поселення | Клімат поселення |
| Показник                                      | Січ.             | Лют.             | Бер.             | Квіт.            | Трав.            | Черв.            | Лип.             | Серп.            | Вер.             | Жовт.            | Лист.            | Груд.            |                  |
| Середній максимум, °C                         | 8,56             | 7,44             | 9,46             | 13,92            | 18,97            | 23,36            | 25,42            | 25,03            | 20,74            | 17,42            | 11,90            | 8,80             |                  |
| Середня температура, °C                       | 3,23             | 2,09             | 4,14             | 8,57             | 13,63            | 18,01            | 21,34            | 20,96            | 16,67            | 13,35            | 7,84             | 4,74             |                  |
| Середній мінімум, °C                          | −2,11            | −3,26            | −1,2             | 3,25             | 8,28             | 12,67            | 17,28            | 16,90            | 12,61            | 9,26             | 3,77             | 0,66             |                  |
| Норма опадів, мм                              | 36               | 35               | 54               | 57               | 48               | 24               | 13               | 17               | 36               | 60               | 44               | 44               |                  |
| Середньомісячна швидкість вітру, м/с          | 2.11             | 2.46             | 2.52             | 2.63             | 2.20             | 2.01             | 2.39             | 2.20             | 1.88             | 2.02             | 2.22             | 2.00             |                  |
| Середньомісячна сонячна радіація, кДж/м²·день | 7116             | 9606             | 11801            | 15976            | 19651            | 22290            | 23392            | 19800            | 16490            | 11475            | 8606             | 6694             |                  |
| --------------------------------------------- | ---------------- | ---------------- | ---------------- | ---------------- | ---------------- | ---------------- | ---------------- | ---------------- | ---------------- | ---------------- | ---------------- | ---------------- | ---------------- |
| Джерело:                                      |                  |                  |                  |                  |                  |                  |                  |                  |                  |                  |                  |                  |                  |